# Летње параолимпијске игре 2028.
Летње параолимпијске игре 2028. године, познате и као 18. летње параолимпијске игре, и означене као Лос Анђелес 2028. или ЛА28, су предстојећи међународни параспортски догађај у више спортова којим управља Међународни параолимпијски комитет, а који би требало да се одржи од 15. августа до 27. августа. 2028, у Лос Анђелесу, Калифорнија, Сједињене Америчке Државе.
По први пут у Лос Анђелесу као домаћину Параолимпијских игара, Игре ће бити прве Летње Параолимпијске игре од издања 1996. у Атланти које ће се одржати у Сједињеним Државама, и треће укупно. Парапењање ће дебитовати као догађај на Игарама.

## Избор домаћина
Као део формалног споразума између Међународног параолимпијског комитета и Међународног олимпијског комитета који је први пут успостављен 2001. године, победник понуде за Летње олимпијске игре такође држи Летње параолимпијске игре. 
Због забринутости због бројних градова који су се повукли у процесу пријављивања за Зимске олимпијске игре 2022. и Летње олимпијске игре 2024., процес за истовремено додељивање Игара 2024. и 2028. последња два града у трци за Летње олимпијске игре 2024. — Лос Анђелесу и Париз—одобрен је на ванредној седници МОК-а 11. јула 2017. у Лозани .  Париз се сматрао преферираним домаћином Игара 2024. МОК је 31. јула 2017. објавио Лос Анђелес као јединог кандидата за Игре 2028, остављајући Париз да буде потврђен као домаћин Игара 2024. године. Обе одлуке су ратификоване на 131. заседању МОК-а 13. септембра 2017. 

## Спортови
Почетни програм од 22 спорта је ратификован на састанку управног одбора МПК-а у јануару 2023. године, без измена у односу на програм Летњих параолимпијских игара 2024. године. За уврштење на Игре пријавила су се рекордна 33 спорта. МПК је у ужи избор уврстио пара пењање и пара сурфовање као нове догађаје које би организациони комитет ЛА28 могао проценити за могуће укључивање.  У јуну 2024, ЛА28 је објавио да је МПК-у предложио укључивање пара пењања,  које ће бити ратификовано 26. јуна 